# 胡士奇
胡士奇（?—?），别號浮治（一作号浮冶），直隸鳳陽府天長縣民籍。

## 生平
萬曆三十四年（1606年）丙午科應天府鄉試舉人，四十四年（1616年）丙辰科進士，工部觀政，授山东莱芜县知县，天啓元年本省同考，二年八月擢升河南道監察御史，三年巡视中城，四年巡按宣大，六年八月升福建按察司副使、建南道。後降黄州府同知。

## 家族
曾祖胡富。祖父胡铧。父胡濂，儒官。

## 引用
1. ↑  李應昇《答胡浮冶》
2. ↑  《萬曆四十四年丙辰科進士序齒録》
3. ↑  《萬曆四十四年丙辰科進士履歷》：胡士奇，浮治，易五房，乙酉十二月初五日生。天長人，丙午五十一，会九十九，三甲八十八名。工部政，授来芜知县，辛酉本省同考，壬戌行取考选，授河南道御史，癸亥巡视中城，甲子宣大巡按，丙寅升福建付使。